# Østofte Sogn
Østofte Sogn er et sogn i Maribo Domprovsti (Lolland-Falsters Stift).
I 1800-tallet var Østofte Sogn et selvstændigt pastorat. Det hørte til Fuglse Herred i Maribo Amt. I 1881 blev Bandholm Sogn udskilt af Østofte Sogn, men de to sogne udgjorde tilsammen en sognekommune. Den blev senere delt, så hvert sogn var en selvstændig sognekommune. Ved kommunalreformen i 1970 blev både Østofte og Bandholm indlemmet i Maribo Kommune, der ved strukturreformen i 2007 indgik i Lolland Kommune.
I Østofte Sogn ligger Østofte Kirke.
I sognet findes følgende autoriserede stednavne:
- Erikstrup (bebyggelse, ejerlav)
- Eriksvolde
- Havløkke (bebyggelse, ejerlav)
- Langet (bebyggelse, ejerlav)
- Nørreballe (bebyggelse, ejerlav)
- Pårup (bebyggelse, ejerlav)
- Sjettemandshuse (bebyggelse)
- Skåningshave (areal)
- Sørup (bebyggelse, ejerlav)
- Sørup Mose (bebyggelse)
- Tågerudsgård (landbrugsejendom)
- Østofte (bebyggelse, ejerlav)